# Experimentelle Psychologie
Experimentelle Psychologie (auch Experimentalpsychologie) ist der Zweig der psychologischen Forschung, der sich vornehmlich des Experiments als wissenschaftlicher Methode bedient.

## Geschichte
Angeregt von physiologischen Experimenten, zum Beispiel von Ernst Heinrich Weber, wurde das Experiment in größerem Umfang Mitte des 19. Jahrhunderts in die Psychologie eingeführt. Dies geschah hauptsächlich unter dem Einfluss von Gustav Theodor Fechner (Psychophysik), Hermann Ludwig von Helmholtz (Sinnesphysiologie) und allgemein als experimentelle Psychologie durch Wilhelm Wundt. Wundt gründete 1879 in Leipzig das erste psychologische Laboratorium mit einem experimentalpsychologischen Forschungsprogramm und machte 1881 die Experimentalpsychologie bekannt. Über die Psychophysik hinaus wurden hier auch die mit der Sinneswahrnehmung verbundenen Gefühle und die Willenstätigkeit, also der gesamte Prozess der Apperzeption, einbezogen.
Wundts Vorlesungen und sein Labor wurden von Studenten und Gästen aus aller Welt besucht. Viele seiner Assistenten und zeitweiligen Mitarbeiter gehören zu der Gründergeneration der Psychologie als wissenschaftlicher Disziplin. So gründete Benjamin Bourdon (1860–1943), ein französischer Schüler Wundts, 1896 ein psychologisches Laboratorium in Rennes, Victor Henri (1872–1940) arbeitete in Paris unter der Leitung von Alfred Binet ab 1895 nach einer Ausbildung bei Wundt. Auch Stanley Hall (1844–1924) war zwei Jahre lang in Leipzig und etablierte das erste psychologische Laboratorium der USA an der Johns Hopkins University in Baltimore ab 1882. Dort war sein Nachfolger John B. Watson (1878–1958), der Begründer des Behaviourismus. Wundts erster Assistent James McKeen Cattell (1860–1944) wurde 1888 der erste Psychologie-Professor in den USA. Der US-Amerikaner Lightner Witmer (Februar 1891-Ende 1892 in Leipzig, erhielt sein doctoral diploma von Wundt) eröffnete 1896 die erste Psychologische Klinik an der University of Pennsylvania mit der Absicht, Kinder zu beobachten, die entweder Lernschwächen oder Verhaltensauffälligkeiten zeigten. Ein weiterer Schüler Wundts war der Begründer des Strukturalismus, Edward Bradford Titchener (1867–1927). Auch Emil Kraepelin (1856–1926), der Pionier der modernen Psychiatrie, lernte in Leipzig die Methoden der experimentellen Psychologie kennen. 1887 promovierte Oswald Külpe und habilitierte sich ein Jahr später mit „Die Lehre vom Willen in der neueren Philosophie“; 1887–94 war er Assistent. Mit der Würzburger Schule ging er jedoch später eigene Wege.
Gegen Ende des 19. Jahrhunderts waren das Leipziger Institut und die inzwischen entstandenen anderen Institute an deutschen Universitäten international bekannt. Wundt war als Gründervater berühmt, doch um die Jahrhundertwende sank sein Ansehen, wie eine Untersuchung der Rezeption seiner Werke zeigt. Andere Personen und andere Richtungen gewannen mehr Einfluss.
Um die Jahrhundertwende wurden in mehreren europäischen Ländern Fachgesellschaften gegründet, so im Jahr 1904 die deutsche Gesellschaft für experimentelle Psychologie, auf deren Kongressen jedoch von Anfang an auch nicht-experimentelle Arbeiten vorkamen. Diese Gesellschaft wurde später erweitert zur Deutschen Gesellschaft für Psychologie. Seitdem bildet die experimentell orientierte Psychologie als Methodenlehre und als Programm eine Hauptrichtung innerhalb der Psychologie.

## Definition des psychologischen Experiments
Die wichtigste Methode in der Anfangsphase war, wie in der Psychophysik, die geschulte, unter experimentell kontrollierten Bedingungen durchgeführte Selbstbeobachtung, die Wundt nachdrücklich von der ungeschulten („naiven“) Introspektion und der persönlichen Alltagserfahrung unterschied. Wundt sah nur in dieser experimentell kontrollierten Selbstbeobachtung sowie in der Aufzeichnung von objektiven Reaktionen und physiologischen Veränderungen geeignete Methoden der experimentellen Psychologie.
Wundt definierte das typische psychologische Experiment

„(1) Der Beobachter muss womöglich in der Lage sein, den Eintritt des zu beobachtenden Vorganges selbst bestimmen zu können.
(2) Der Beobachter muss, soweit möglich, im Zustand gespannter Aufmerksamkeit die Erscheinungen auffassen und in ihrem Verlauf verfolgen.
(3) Jede Beobachtung muss zum Zweck der Sicherung der Ergebnisse unter den gleichen Umständen mehrmals wiederholt werden können.
(4) Die Bedingungen, unter denen die Erscheinung eintritt, müssen durch Variation der begleitenden Umstände ermittelt und, wenn sie ermittelt sind, in den verschiedenen zusammengehörigen Versuchen planmäßig verändert werden, indem man sie teils in einzelnen Versuchen ganz ausschaltet, teils in ihrer Stärke oder Qualität abstuft.“

In einer Kontroverse mit Karl Bühler lehnte Wundt die denkpsychologischen Untersuchungen Bühlers als „Ausfrageexperimente“ scharf ab, weil die verlangten (freien) introspektiven Berichte den aktuellen Denkprozess durch das Verbalisieren verändern. Demgegenüber sah Wundt in seiner Sprachpsychologie einen adäquaten Weg denkpsychologischer Forschung. Bühlers Forschung liefe auf unsichere und zufällige Auskünfte hinaus, und es mangele an Wiederholbarkeit.
Neuere Lehrbücher geben Definitionen, die an Wundt anschließen, jedoch weitere Definitionsmerkmale und Unterscheidungen enthalten (vgl. Psychologisches Experiment).

## Konzeption
Im naturwissenschaftlichen Experiment sah Wundt ein wesentliches Vorbild. Die empirische Psychologie soll sich an diesem strategischen Konzept orientieren und prüfen, wie weit es führt. Darüber hinaus verwendete Wundt andere Methoden wie den verallgemeinernden Vergleich und entwickelte die erste Lehre psychologischer Interpretation. Der Titel seines bekanntesten Buches Grundzüge der physiologischen Psychologie (1974) wurde nicht selten missverstanden. Wundt strebt gerade nicht die Reduktion psychischer auf hirnphysiologische Prozesse an, sondern bestimmt die kategoriale Eigenständigkeit der Bewusstseinsprozesse. Das psychologische Experiment eigne sich, so Wundt später, nur für einige Gebiete psychologischer Forschung.
Grundsätzliche Kritik an der Absicht, experimentelle Untersuchungen psychischer Phänomene durchzuführen, hatte bereits Immanuel Kant geübt. Er betonte, dass psychische Prozesse durch die Beobachtung, also durch die Untersuchungsmethodik verändert werden (siehe Reaktivität (Sozialwissenschaften)) und verneinte die Messbarkeit psychischer Vorgänge (Psychometrie).
Wenn über das Konzept der Experimentellen Psychologie diskutiert wird, müssen die jeweiligen engeren und weiteren Definitionen des Experiments unterschieden und der wissenschaftstheoretische Rahmen sowie der eigene Standpunkt ausdrücklich erläutert und berücksichtigt werden (siehe Kategorie, Naturalismus, Perspektivismus, Pluralismus, Reduktionismus). Die überdauernde Streitfrage, ob die Psychologie als eine Naturwissenschaft oder eine Geisteswissenschaft und Sozialwissenschaft zu bezeichnen ist, weist mehrere Aspekte auf und betrifft theoretische Grundannahmen sowie Details der Methodenlehre der Psychologie.
Psychologische Experimentalforschung hat eine Sonderstellung, da ein freiwillig teilnehmender und selbstbewusster Mensch, ein erlebendes Subjekt, in der Rolle als Versuchsperson aufgrund einer psychologischen Instruktion bestimmte Aufgaben unter den künstlichen Bedingungen eines Labors oder einer anderen standardisierten Situation erfüllt. Eine strikt naturwissenschaftliche experimentelle Arbeit ist wahrscheinlich nur in den Grenzgebieten zur Physiologie möglich, in Teilgebieten der Biologischen Psychologie und in der tierexperimentellen Psychologie bzw. Verhaltensforschung.
Die Kontroversen haben an Schärfe verloren, seit die neuere wissenschaftstheoretische Diskussion die fundamentale Bedeutung von theoretischen Voraussetzungen und Konventionen dargelegt hat und aufzeigte, wie fragwürdig die Behauptung eines nachweisbaren psychologischen Sachverhalts (Faktums) ist. An die Stelle der anspruchsvollen Begriffe kausale Erklärung und Gesetz in der wissenschaftlichen Psychologie sind heute bescheidenere Begriffe von statistischen Gesetzen und statistischen Erwartungen getreten (Westermann, 2000). Dennoch verbindet sich mit der Konzeption der experimentellen Psychologie die Erwartung einer ausgearbeiteten Methodik der Hypothesenprüfung und Datenerhebung unter möglichst weitgehend kontrollierten Bedingungen (vgl. Psychologisches Experiment). Diese Methodik wird im Fachstudium gelehrt, um methodenkritisches Denken zu fördern und einem nur spekulativen Psychologisieren zu begegnen.
Neben der (in einem weiten Sinne) experimentellen Psychologie bestehen andere Forschungsstrategien und praktische Untersuchungsverfahren: vor allem differenziell-psychologische Diagnostik und Testmethoden, Interviews und Fragebogen, Umfragen und Beobachtungsstudien (Fremdbeobachtung), wobei häufig statistische Auswertungen vorgenommen werden.
In verallgemeinernder Weise kann dem experimentell-statistischen Paradigma ein interpretierendes Paradigma gegenübergestellt werden. Wesentlich auf die psychologische Interpretation stützen sich die verschiedenen Richtungen der qualitativen Psychologie (früher meist als verstehende Psychologie bzw. als phänomenologisch orientierte Psychologie bezeichnet) sowie die Psychoanalyse und verwandte Richtungen.